# Ellen Ochoa
Ellen Ochoa (Los Ángeles, California; 10 de mayo de 1958) es una física, científica y una astronauta de la NASA. Sus abuelos paternos eran mexicanos. Fue la primera mujer de origen hispano en haber viajado al espacio.
Es miembro de la Sociedad Americana de Óptica y del Instituto Americano de Aeronáutica y de Astronomía, y ha sido galardonada por la NASA con la Medalla al Servicio Excepcional en 1997. Además recibió el Premio a la Herencia Hispana.

## Biografía
Ellen Ochoa nació el 10 de mayo de 1958 en Los Ángeles, Estados unidos. Ella fue criada por sus dos padres junto a sus tres hermanos: Tomás, Norma y Esteban; y su hermana Dora Ochoa. En 1959 se trasladaron a La Mesa, ciudad ubicada en San Diego, California. Aunque sus padres también nacieron en Estados Unidos, sus abuelos paternos eran mexicanos provenientes de Sonora.Ellen Ochoa nunca soñó ser astronauta de pequeña. Durante su infancia, era una chica sobresaliente tanto en matemáticas como en la flauta. Ellen llegó a replantearse la posibilidad de dedicarse a la música. Destacaba su gran habilidad tocando la flauta e incluso llegó a participar en distintos grupos musicales. La viabilidad de estudiar una carrera musical, era la más apoyada puesto que en aquel tiempo no se veía bien a una mujer estudiando una carrera técnica.
Al llegar la adolescencia, sus padres se divorciaron. Esto supuso una pérdida de contacto con su familia paterna. Durante aquel cambio, su relación con su madre, Rosanne, se incrementó. Rosanne empezó a cursar una carrera de biología en la Universidad Estatal de San Diego. Alternaba sus estudios con la crianza de sus hijos. Empezó a encontrar en ella inspiración y la fuerza para llegar lejos, a donde quisiera. Ellen tenía gran admiración hacia su madre y hay constancia en el libro Ellen Ochoa: Astronauta pionera, escrito por Lissa Jones Johnston.
En mayo de 1990, Ellen se casó con su marido Coe Fulmer Miles. Ellen conoció a su esposo mientras trabajaba en el Centro de Investigación Ames. Miles también era científico investigador en la NASA. La pareja se enamoró y finalmente se casaron en 1990. En 1998, Ellen dio a luz a Wilson, su primer hijo. Hizo su tercer viaje al espacio un año después. En 2002, Ochoa y su esposo tuvieron su segundo hijo.

### Trayectoria académica

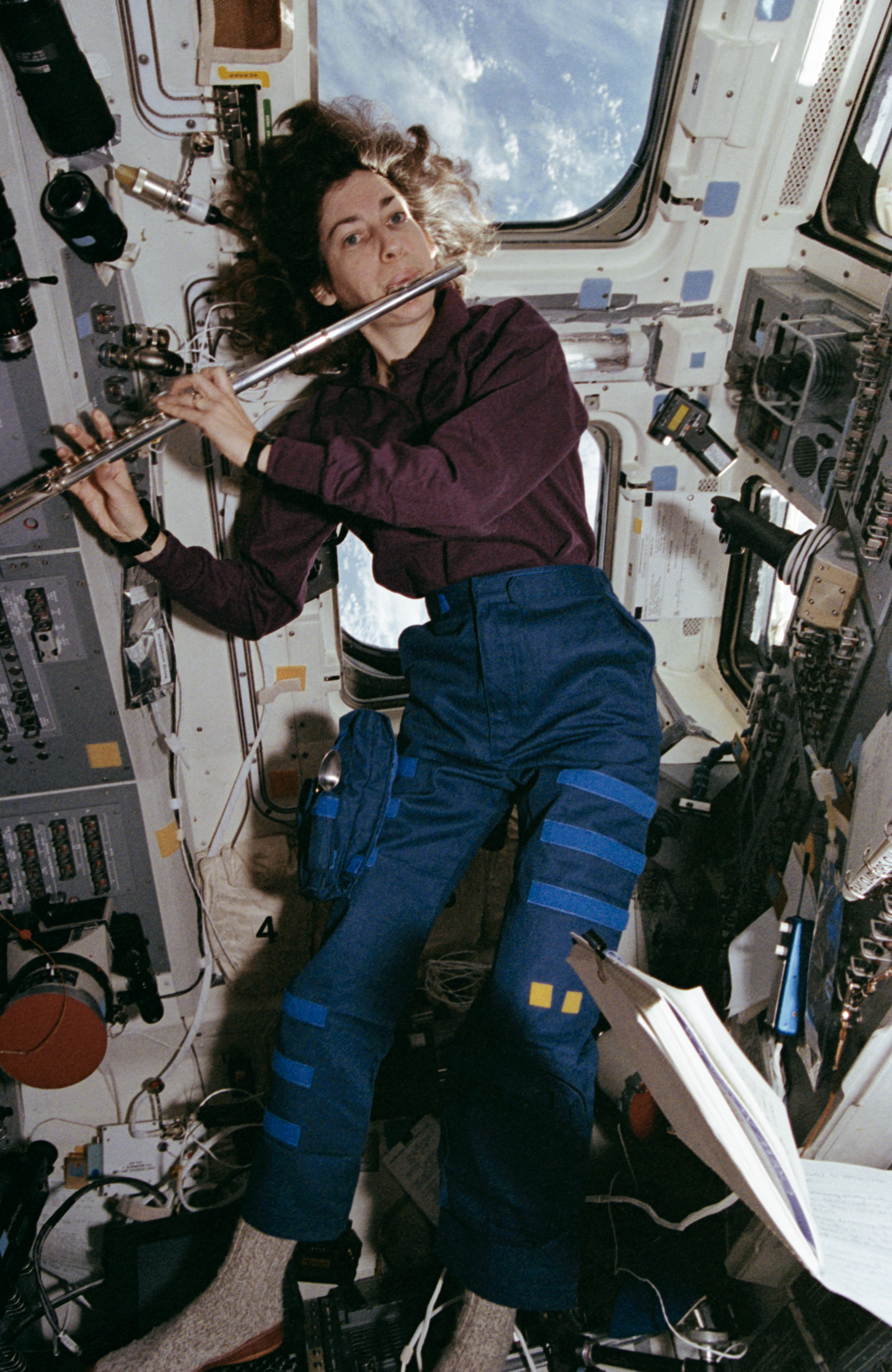

Sin olvidar otras pasiones como la música y el deporte, estudió física en la Universidad Estatal de San Diego. Intentó también estudiar otras carreras como negocios, periodismo y computación, pero estaba muy claro que la nasa vivía en ella. Era lo que realmente le apasionaba. Se licenció de Ciencias Físicas en 1980, logró el Máster de Ciencias un año más tarde y después, estudió el doctorado en ingeniería eléctrica en la Universidad Stanford. En sus estudios de posgrado, Ochoa decidió especializarse en óptica junto a su mentor Joseph W. Goodman.
Ochoa investigadora del Centro de Investigación Ames de la NASA. Posteriormente, investigó los sistemas ópticos para procesar información. Ella es la coinventora de tres patentes sobre sistema ópticos, uno de ellos de reconocimiento de objetos y otro para retirar el ruido de imágenes. Como jefa del Intelligent Systems Technology Branch, supervisó a 35 ingenieros y científicos en la investigación y el desarrollo de los sistemas de cómputo para las misiones aeroespaciales. Asimismo, Ochoa ha impartido diversas conferencias técnicas y ha publicado en diarios científicos.
Después de varios intentos fue aceptada por la NASA, y el 4 de abril de 1993 después se convirtió en astronauta.
Ha participado en cuatro misiones al espacio: la del transbordador STS-56 en 1993, la del STS-66 en 1994, la del STS-96 en 1999, y la del STS-110 en 2002, por lo que ha acumulado casi 1000 horas de vuelo.
En enero de 2013 Ellen Ochoa fue nombrada directora del Centro Espacial Lyndon B. Johnson, siendo la segunda mujer que se desempeña en ese cargo y la primera de origen hispano.

## Experiencia en la NASA

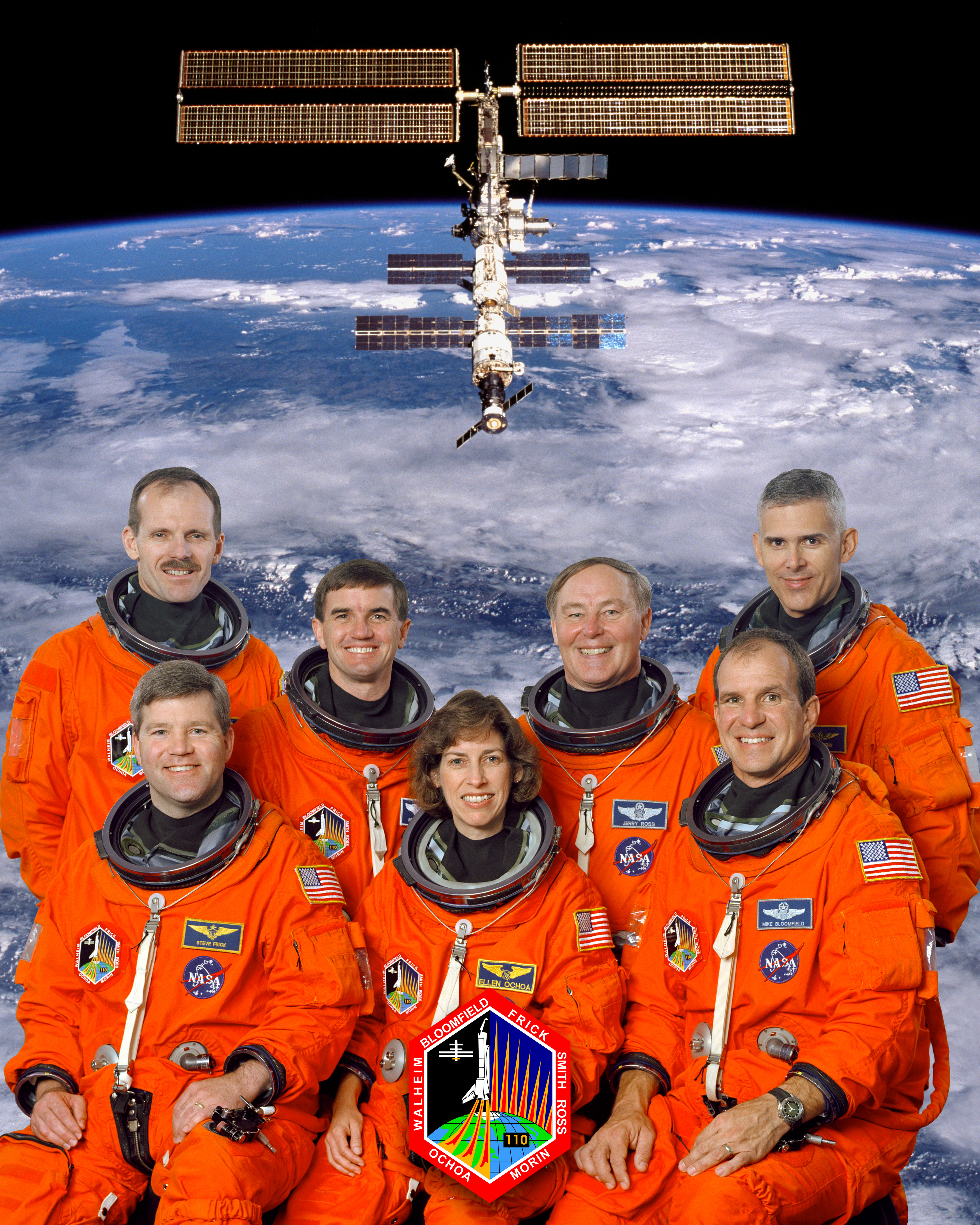
Los siete astronautas en entrenamiento para la misión STS-110, que visitaron la Estación Espacial Internacional en 2002. Al frente, de izquierda a derecha: astronautas Stephen N. Frick, piloto; Ellen Ochoa, ingeniera de vuelo; y Michael J. Bloomfield, comandante de la misión; Detrás, en el mismo orden, los astronautas Steven L. Smith, Rex J. Walheim, Jerry L. Ross y Lee M.E. Morin, todos especialistas en misiones.

Seleccionada por la NASA en enero de 1991, Ochoa se convirtió en astronauta en julio de 1991. Ha realizado cuatro vuelos espaciales, registrando 978 horas en espacio. Fue especialista de misión en la STS-56 y comandante de carga en la STS-66, e ingeniera de vuelo en las STS-96 y STS-110.

## Vuelos espaciales
- STS-56 (1993) - 3 de abril, Ellen Ochoa hizo historia convirtiéndose en la primera mujer de origen hispano viajando al espacio. Lo hizo a través del transbordador espacial, Discovery, lanzado desde la base Kennedy.[14]  Misión de 9 días durante la cual se llevaron a cabo estudios solares y atmosféricos para determinar el efecto de la actividad solar en la Tierra. Operó como experta en robótica el Sistema Manipulador Remoto (RMS),[23] un brazo mecánico usado para desplegar el satélite Spartan, que estudiaría la corona solar.
- STS-66 (1994) - Misión para el estudio de la energía solar y conocer sus cambios de irridación sobre el clima de la Tierra. A bordo del transbordador Atlantis. Ochoa partió desde Cabo Cañaveral para viajar más de 7 millones de kilómetros y completar 174 vueltas alrededor de la Tierra en órbita.[23] Ochoa era la comandante de carga de la misión y utilizó un brazo mecánico para recuperar el satélite atmosférico CRISTA-SPAS.
- STS-96 (1999) - Misión de acoplamiento a la Estación Espacial Internacional para trasladar 4 toneladas de material logístico y suministros para la futura estancia de la Expedición 1. Ochoa coordinó el traslado y realizó un paseo espacial de 8 horas. Otra vez a bordo del transbordador, Discovery.
- STS-110 (2002) - 13.ª misión shuttle a la Estación Espacial Internacional en la cual se realizó la instalación del S0 (S-cero). Ochoa operó junto con los miembros de la Expedición 4 el brazo mecánico de la Estación Espacial Internacional para instalar el S0.

## Honores especiales
- NASA Exceptional Service Medal
- NASA Space Flight Medals
- NASA Outstanding Leadership Medal
- Space Act Tech Brief Awards
- Women in Aerospace Outstanding Achievement Award
- The Hispanic Engineer Albert Baez Award
- Hispanic Heritage Leadership Award
- Alumna del año por la San Diego State University